# 恒春鎮
恒春鎮（ヘンチュン/こうしゅん-ちん）は台湾島南部にある恒春半島南端の屏東県に位置する鎮で、かつ台湾行政区における最南端の郷鎮である。

## 地理
恒春鎮は、東側の太平洋、西側の台湾海峡、南側のバシー海峡という3方を海に囲まれた恒春半島の最南端に位置し、面積は136.7630km2である。恒春半島は西より恒春西台地と中央山脈が南北に走り、その間に中心市街地の恒春古城や空港などがある恒春縦谷という平地が広がっている。
毎年9月から翌年の3月にかけて、シベリアからの季節風が中央山脈に沿って南へ吹くことから、恒春半島では季節風が海洋へ向かって急速に吹き、風向きの強い「落山風」を形成する。
熱帯性気候に属し、南方の海岸は珊瑚礁地形があり、自然生態を豊かにしている。1982年に台湾最初の国家公園－墾丁国家公園が創立した。

### 気候
| 恒春 (1971-2000)の気候      | 恒春 (1971-2000)の気候 | 恒春 (1971-2000)の気候 | 恒春 (1971-2000)の気候 | 恒春 (1971-2000)の気候 | 恒春 (1971-2000)の気候 | 恒春 (1971-2000)の気候 | 恒春 (1971-2000)の気候 | 恒春 (1971-2000)の気候 | 恒春 (1971-2000)の気候 | 恒春 (1971-2000)の気候 | 恒春 (1971-2000)の気候 | 恒春 (1971-2000)の気候 | 恒春 (1971-2000)の気候 |
| 月                          | 1月                    | 2月                    | 3月                    | 4月                    | 5月                    | 6月                    | 7月                    | 8月                    | 9月                    | 10月                   | 11月                   | 12月                   | 年                     |
| --------------------------- | ---------------------- | ---------------------- | ---------------------- | ---------------------- | ---------------------- | ---------------------- | ---------------------- | ---------------------- | ---------------------- | ---------------------- | ---------------------- | ---------------------- | ---------------------- |
| 平均最高気温 °C （°F）      | 24.3 (75.7)            | 25.1 (77.2)            | 27.2 (81)              | 29.5 (85.1)            | 30.9 (87.6)            | 31.3 (88.3)            | 31.7 (89.1)            | 31.4 (88.5)            | 31.1 (88)              | 29.7 (85.5)            | 27.3 (81.1)            | 25.0 (77)              | 28.7 (83.7)            |
| 平均最低気温 °C （°F）      | 17.8 (64)              | 18.3 (64.9)            | 20.0 (68)              | 22.2 (72)              | 23.9 (75)              | 25.1 (77.2)            | 25.4 (77.7)            | 25.1 (77.2)            | 24.5 (76.1)            | 23.7 (74.7)            | 21.7 (71.1)            | 19.2 (66.6)            | 22.2 (72)              |
| 降水量 mm （inch）          | 25.7 (1.012)           | 27.7 (1.091)           | 19.9 (0.783)           | 43.5 (1.713)           | 163.9 (6.453)          | 371.3 (14.618)         | 396.3 (15.602)         | 475.2 (18.709)         | 288.3 (11.35)          | 141.9 (5.587)          | 43.2 (1.701)           | 20.6 (0.811)           | 2,017.5 (79.429)       |
| % 湿度                      | 72.6                   | 73.7                   | 74.4                   | 75.4                   | 78.5                   | 83.6                   | 83.3                   | 84.0                   | 79.7                   | 74.0                   | 70.8                   | 70.7                   | 76.7                   |
| 平均月間日照時間            | 171.7                  | 168.4                  | 206.9                  | 205.3                  | 201.8                  | 192.8                  | 227.5                  | 197.1                  | 192.1                  | 200.0                  | 178.0                  | 162.0                  | 2,303.6                |
| 出典：中央気象局 2009-03-17 |                        |                        |                        |                        |                        |                        |                        |                        |                        |                        |                        |                        |                        |

## 歴史
気候が温暖なため以前は胡蝶蘭が至る所にあったことから、パイワン語の「蘭」の音訳にちなんで「瑯嶠（ランジァオ）」という古名がある。清の同治年代に恒春半島で牡丹社事件があった際、沈葆楨はここで城壁を築くよう朝廷に奏請し、屏東で最初の県が瑯嶠に設けられた。気候が温暖なため、沈葆楨は四季春の如くとして、地名を「恒春」に改めた。
2006年12月26日、中央気象局屏東恒春地震站は西偏南方 22.89 キロメートルのルソン海峡（バシー海峡）の海域にマグニチュード 7.0 の地震を観測した。地震により台湾で死傷者と建築物の損壊がもたらされた他、数本の海底ケーブルが断線し、東アジア区域内のインターネット、国際電話サービスが寸断され、経済的損失を被った（2006年恒春地震）。

## 経済
日光が「落山風」を強烈に熱し乾かすため、タマネギの栽培に適しており豊富に産出される。また1901年にサイザル麻（瓊麻）を導入し、それにより荒縄、麻袋などの生活用品が作られ、日本統治時代の経済上の重要な位置を占め、かつては「東洋の光」の名声を博した。現在すでに衰退したが、サイザル麻は恒春のシンボルとなった。

## 行政区分
| 里 |
| --- |
| 城南里、城北里、城西里、山脚里、網紗里、仁寿里、茄湖里、頭溝里、四溝里、徳和里、龍水里、大光里、山海里、水泉里、南湾里、墾丁里、鵞鑾里 |

## 交通
| 種別 | 路線名称     | その他 |
| ---- | ------------ | --- |
| 鉄道 | 恒春線       | 計画線 |
| 空港 | 国内線       | 恒春空港（9月～3月は強風のためしばしば閉鎖される）                                                        |
| バス | 高雄・恒春線 | 墾丁快線・9189線（新左営駅と鵝鑾鼻の間を結ぶ急行バス） 88快線・9188線（高雄駅と鵝鑾鼻の間を結ぶ各停バス） |

## 教育

### 高級職業学校
- 国立恒春工商

### 国民中学
- 屏東県立恒春国中

### 国民小学
- 屏東県恒春鎮恒春国民小学
- 屏東県恒春鎮恒春国民小学南湾分校
- 屏東県恒春鎮僑勇国民小学
- 屏東県恒春鎮大光国民小学
- 屏東県恒春鎮大光国民小学山海分校
- 屏東県恒春鎮水泉国民小学
- 屏東県恒春鎮水泉国民小学龍泉分校
- 屏東県恒春鎮大平国民小学
- 屏東県恒春鎮墾丁国民小学
- 屏東県恒春鎮墾丁国民小学鵝鑾分校

## 観光

### 恒春古城
恒春古城は、中央山脈と恒春西台地に挟まれた恒春縦谷に造られた城郭都市。清朝から台湾を治めるため派遣された欽差大臣沈葆楨により、光緒元年（1875年）に建設が開始され、光緒5年（1879年）に完成した。都市を囲んでいる城壁は長さは880丈（約2.6km）・幅2丈（約6m）・城外側の高さ1丈4尺5寸（約4.4m）で、東西南北に四つの城門（東門・西門・明都門（南門）・北門）が設けられていた。また、それぞれの城門のおおよそ中間点の4箇所の城壁上に砲台が、城壁の外には幅3丈2尺（約9.7m）の溝が造られていた。これは台湾で唯一軍事目的のために造られた防御都市であり、台湾で最も当時の状態が保存された遺跡都市でもある。城壁の一部は、日本統治時代には住宅の建築材料を得るためとして破壊され、台湾光復後には道路や学校建設のために一部が除去されたりした。城壁の一部は補修され、1980年には南門が、1983年には東門と城楼が大規模に補修されている。補修を重ねながらも、清朝時代に造られた4つの城門が現在も残っているが、西門は車両接触による損傷が激しく補修工事が継続中である。なお、恒春国中から中正路の間の城壁は破壊されたまま再建されていない。1935年、台湾総督府は史蹟名勝天然紀念物保存法に従い恒春城を史跡に指定し保護した。光復後の1985年、台湾政府により二級国定古跡に指定された。
南門（明都門） ： 

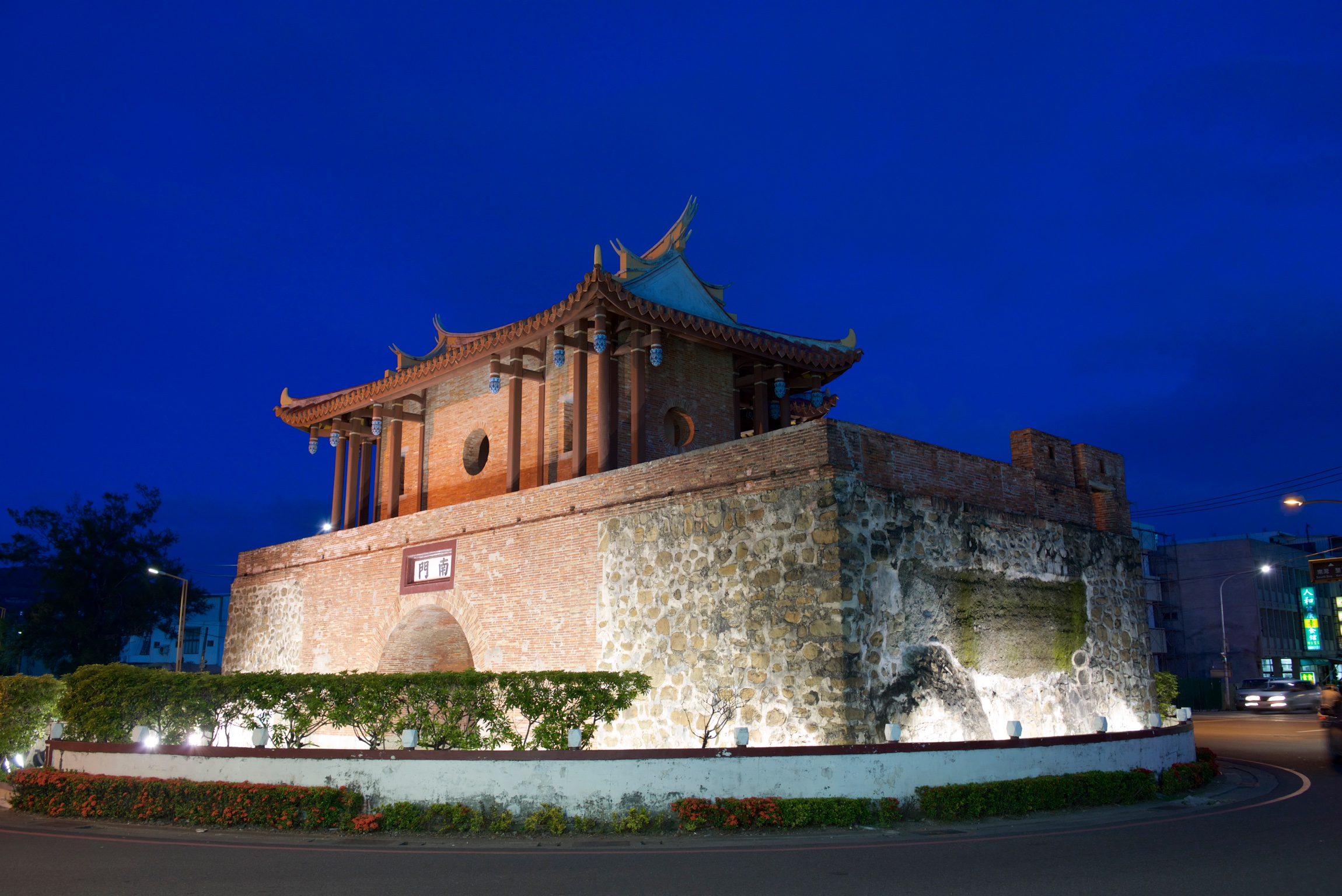
恒春古城 南門

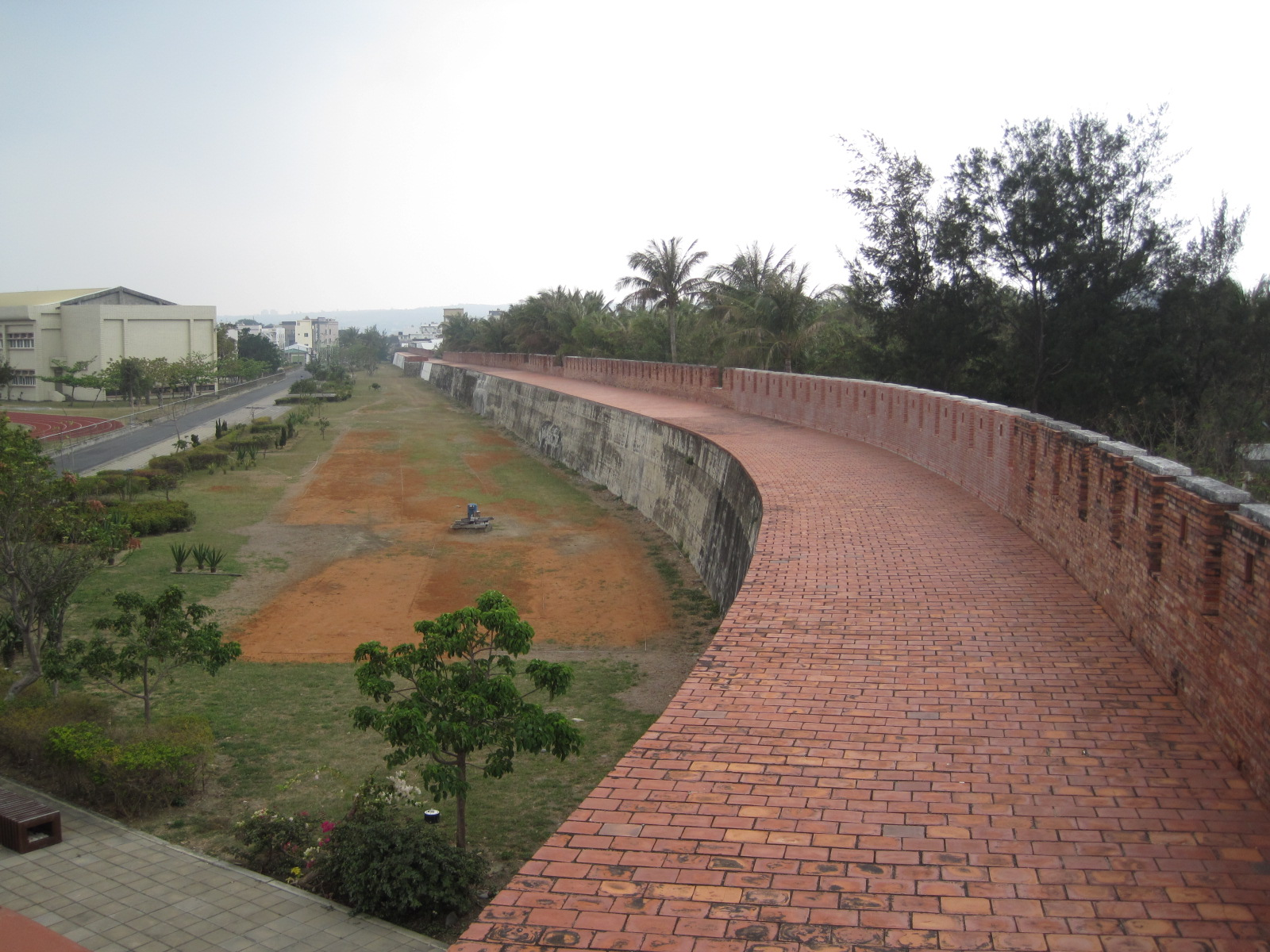
恒春古城 城壁（北門と西門の間）

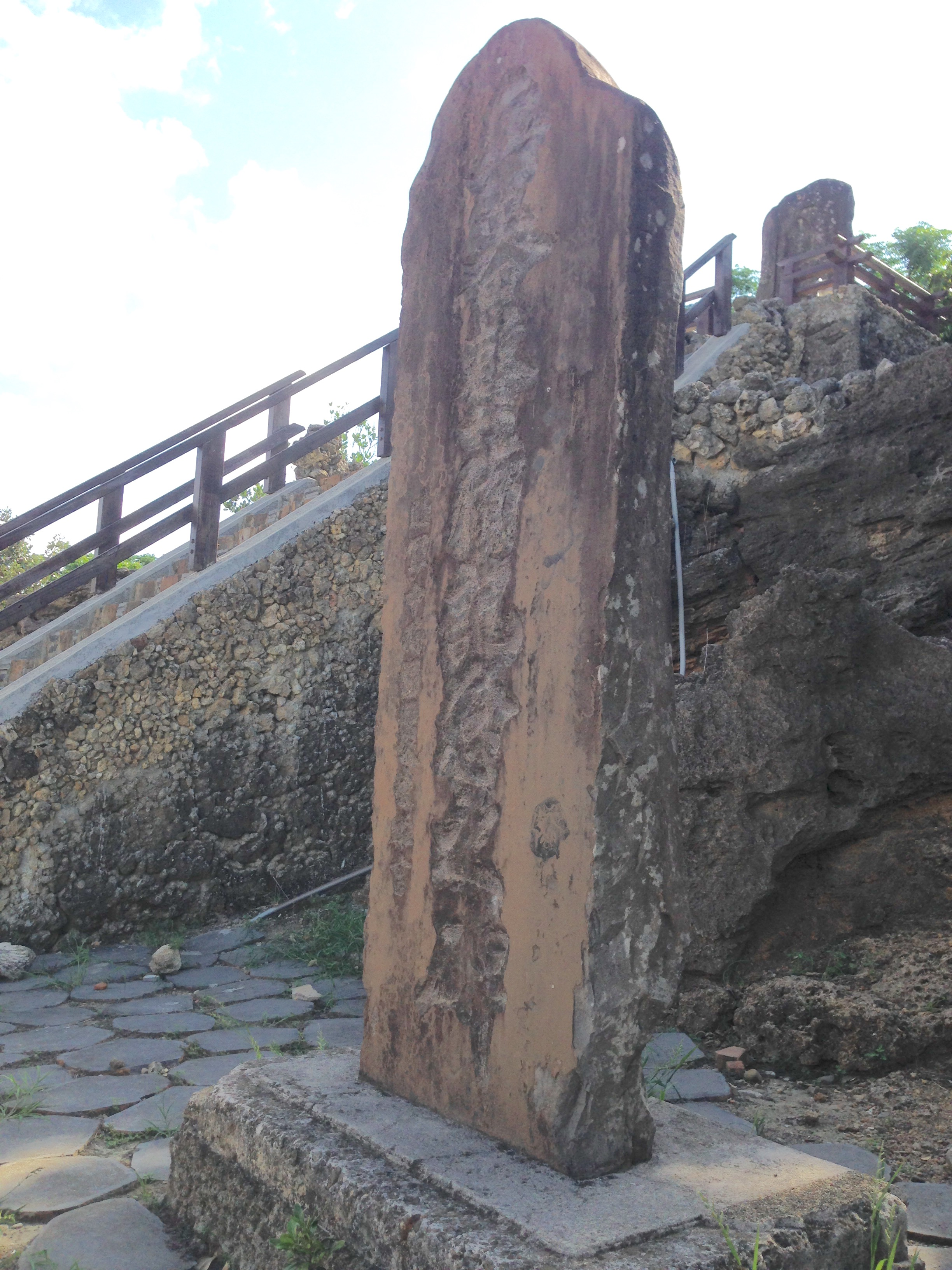
恒春鎮石牌公園 兵器整備記念碑

墾丁を経由し鵝鑾鼻に向かう主要道が通過しており、門は道路のラウンドアバウト（円環）中央に建っている。日本統治時代に恒春から南湾港に向かう貨物輸送のための軌道敷が門洞を通っていた。城門の上には城楼が復元されている。
西門 ： 
この門は古城の北北西にあるが、呼び名は「西門」である。多くの住民が古城の西側に居住しており、この門の付近には老街や多くの寺院が存在する。清朝末期の古城建設当時は、南門と共に物資搬出入ゲートとして機能していた。門の南側の猴洞山には恒春鎮石牌公園があり、日本統治時代の忠魂碑や兵器整備記念碑などが残存している。
北門 ： 
虎頭山に正対する位置に造られた門。門の城内側にM41軽戦車が屋外展示されている。
東門 ： 
満州・卑南に続く道が通っていた門。

### 出火（出火特別景観区）

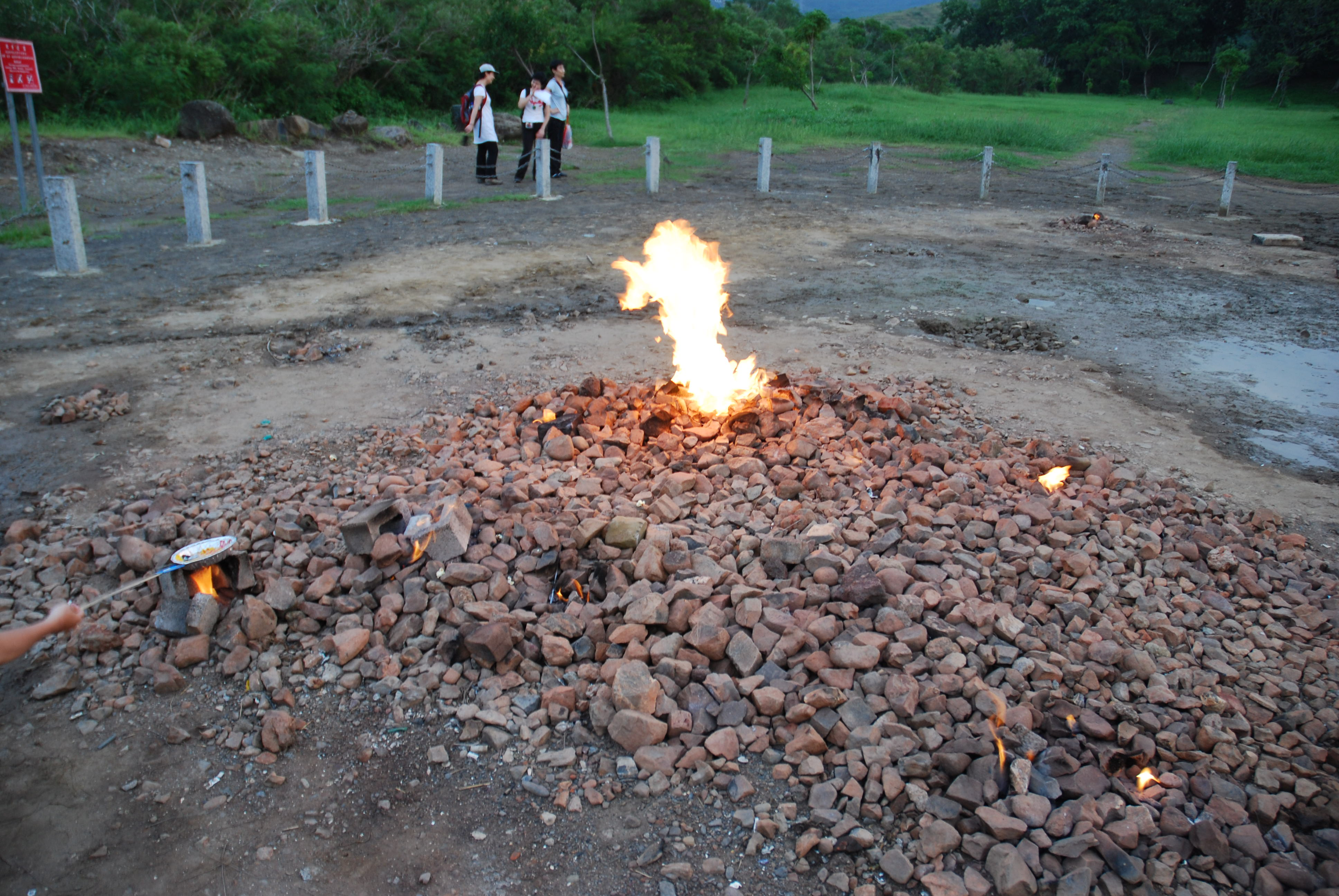
出火

恒春古城の東門の東約800mの地中から天然ガスが砂利の地面に噴出しており、点火された一団の赤い炎は多くの観光客を引き付けている。天然ガスは絶えず移動するため、出火口もまた移動する。炎はあまり大きくはないが、以前は観光客が火傷をする事故も発生しており、注意が必要である。

### 南湾、墾丁

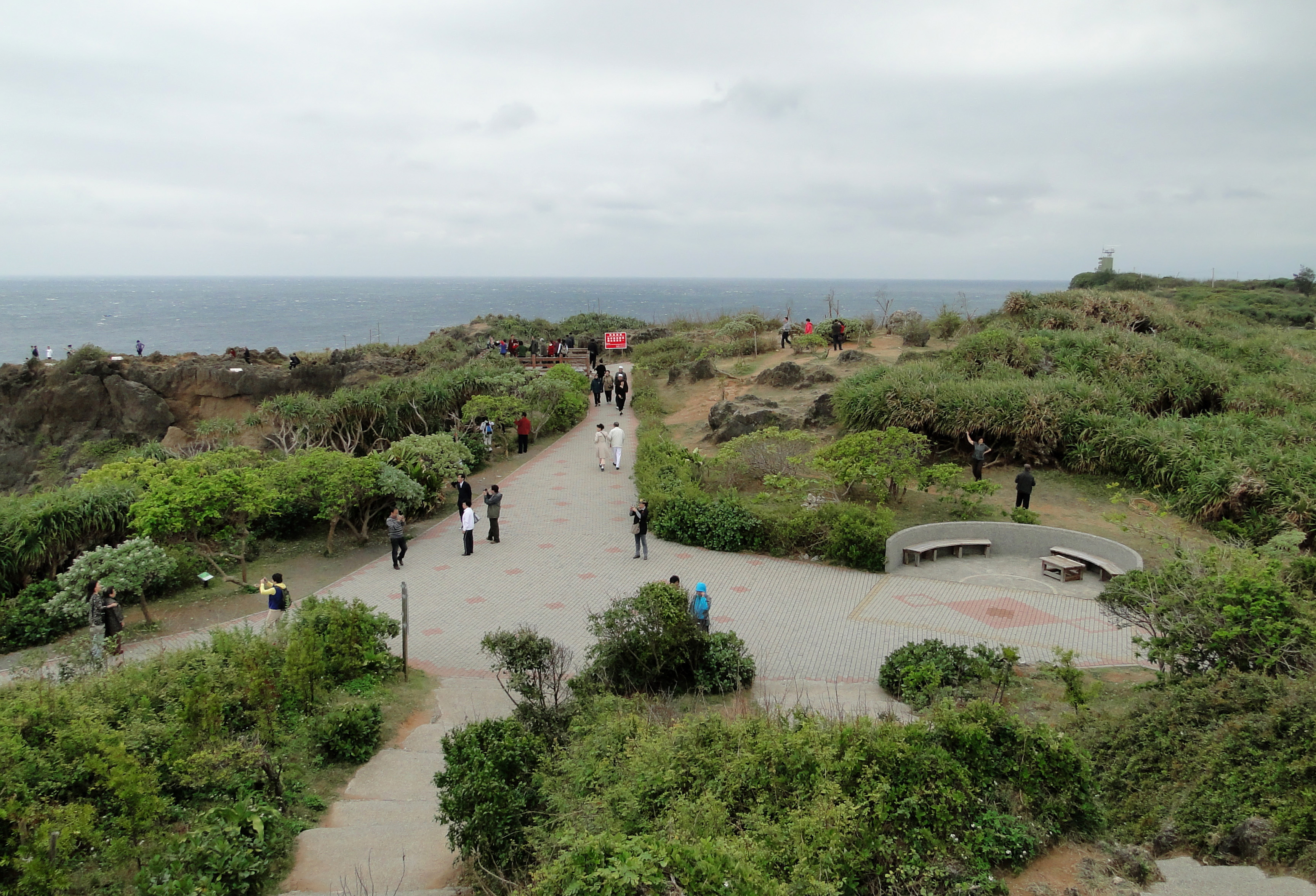
猫鼻頭公園

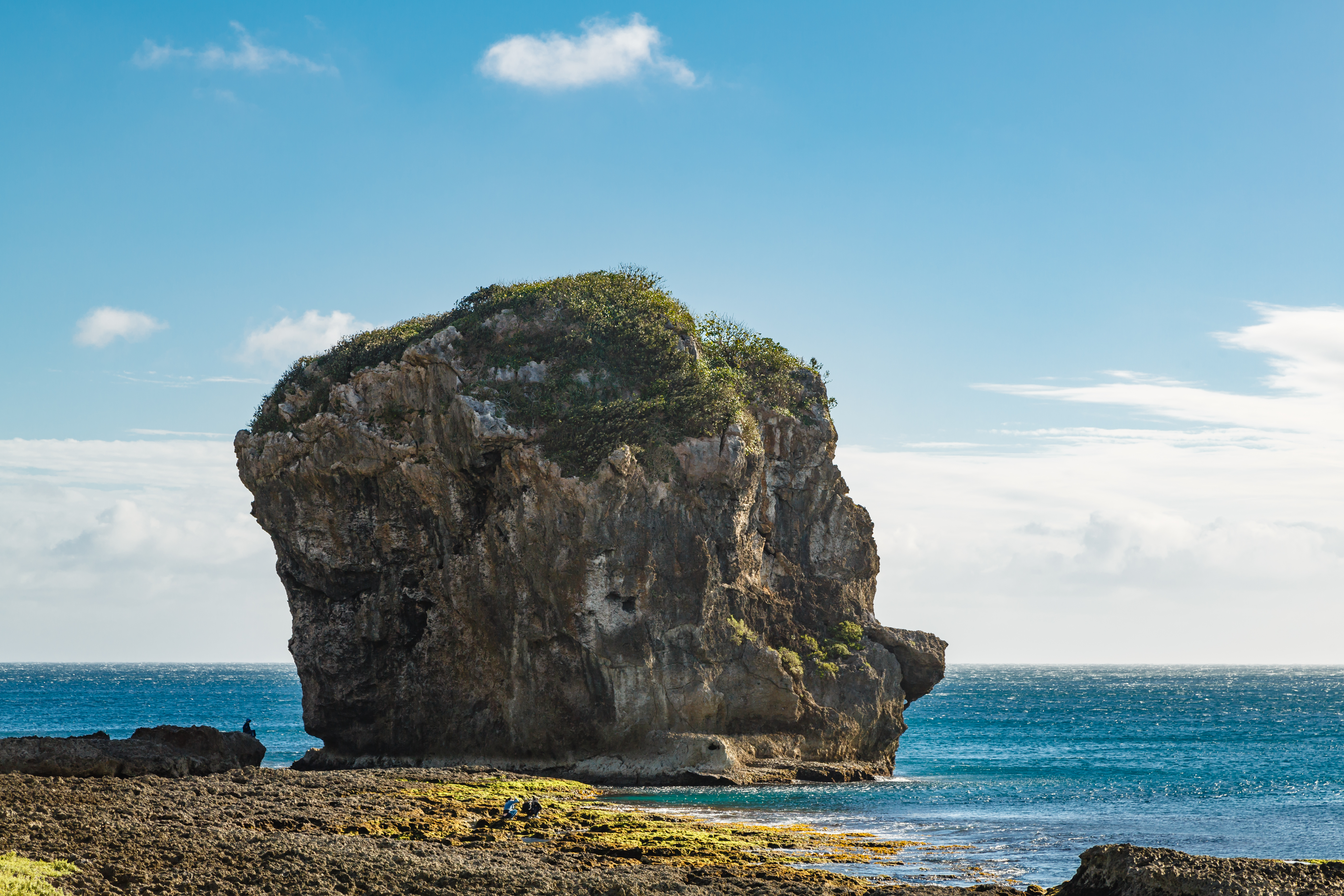
船帆石

台湾海峡に面したビーチリゾート。南湾近傍には、台電南部核能展示館（原子力発電に関する展示館）や猫鼻頭と呼ばれる隆起サンゴ礁の岬がある。墾丁近傍には、鵝鑾鼻に向かう国道台26線に沿って青蛙石や船帆石などの奇岩が海岸線に存在する。

### 墾丁国家公園

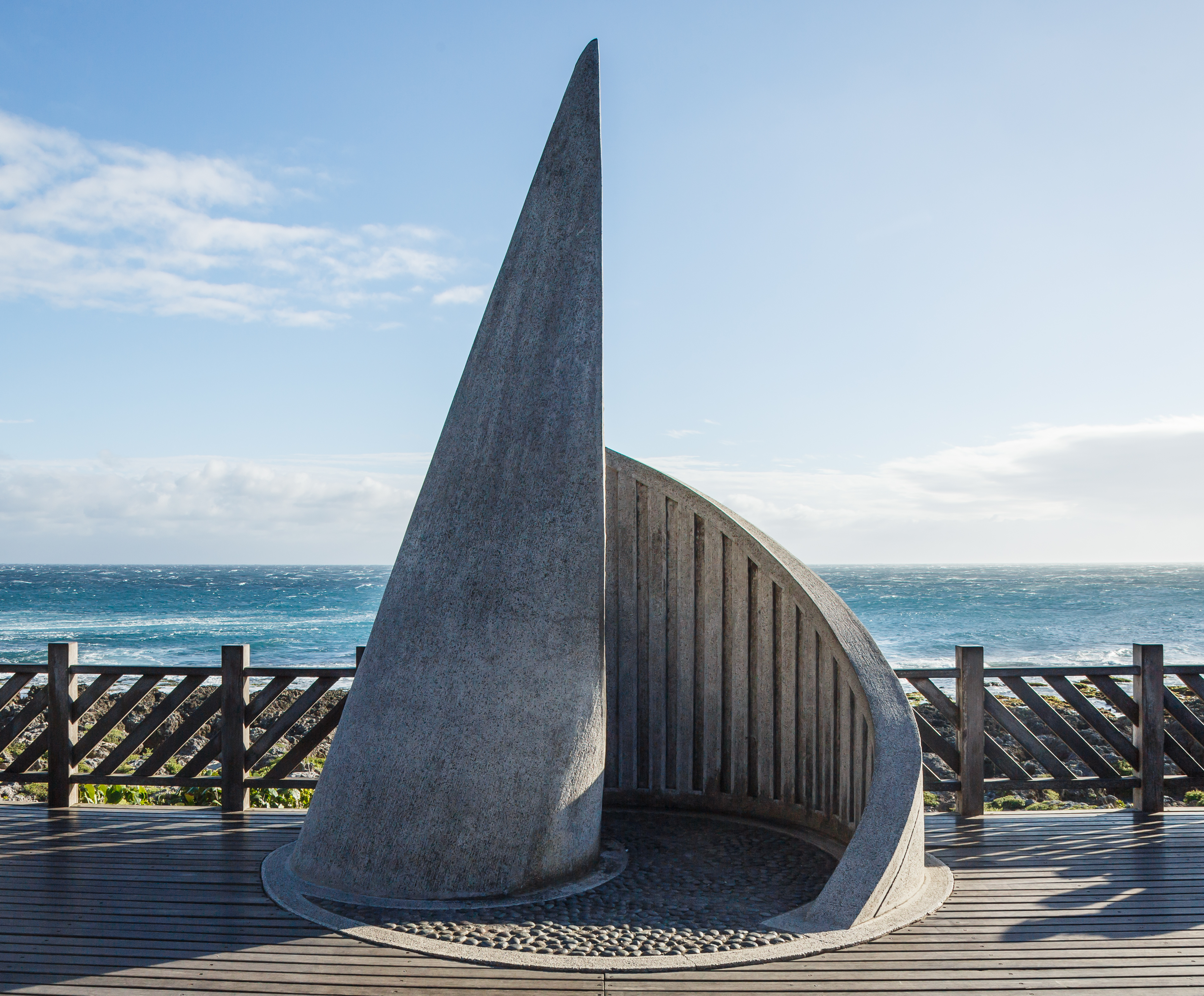
鵝鑾鼻 台湾最南点碑

## 特産
- 恒春三宝：瓊麻、港口茶、玉葱
- 恒春三怪：落山風、檳榔、思想起
- 辣椒
- 芭蕉
- 瑯嶠米
- 牧草(狼尾草)
- 海産

## 名物
- 古早味鹹粿
- 小杜包子
- 冬粉鴨
- 古早味大麺
- 緑豆蒜
- 紅亀粿
- 辣椒醤

## 出身人物
- 陳達（歌手）
- 廖敏雄（野球）
- 陳揚凱（野球）

## 対外関係

### 姉妹都市・提携都市
- 日本北海道稚内市
2023年（平成5年）11月23日「友好都市」締結[5]